# 辻本春弘
辻本春弘（つじもと はるひろ、1964年10月19日 - ）は、日本の実業家である。株式会社カプコン代表取締役社長執行役員・COO、一般社団法人コンピュータエンターテインメント協会会長。大阪府出身、大阪商業大学商経学部卒業。
カプコンの創業者である辻本憲三（CEO）の長男。弟にモンスターハンターシリーズのプロデューサー・辻本良三がいる。

## 略歴
1987年大阪商業大学商経学部貿易学科卒業、カプコンに入社、1997年取締役に就任。カプコン専務取締役・クローバースタジオ（2007年3月会社清算）会長兼社長を経て2007年7月1日付で父より社長職を引き継いだ。2023年コンピュータエンターテインメント協会会長。